# Sexta-Feira 13 (1980)
Sexta-Feira 13 (em inglês:  Friday the 13th) é um filme norte-americano de 1980, do gênero terror, dirigido por Sean S. Cunningham e escrito por Victor Miller. É o primeiro longa-metragem da extensa cinessérie Friday the 13th. O enredo gira em torno de um grupo de adolescentes que são mortos um a um por um assassino desconhecido enquanto tentam reabrir um acampamento abandonado. O filme é estrelado por Betsy Palmer, na época a integrante mais famosa do elenco, e por atores então pouco conhecidos do público, como Adrienne King, Laurie Bartram, Jeannine Taylor e Kevin Bacon.
O filme surgiu pelo estímulo do sucesso comercial de Halloween (1978), dirigido por John Carpenter. Produzido por Cunningham, Friday the 13th foi anunciado pela primeira vez no início de 1979 e filmado em Nova Jérsei em setembro do mesmo ano. Contou com um orçamento muito baixo, estimado em 500 mil dólares. Distribuído nos Estados Unidos pela Paramount Pictures e internacionalmente pela Warner Bros., foi lançado em 9 de maio de 1980, tornando-se o primeiro filme independente e de seu gênero a garantir distribuição por um grande estúdio no território norte-americano.
O longa-metragem foi um grande sucesso de bilheteria, arrecadando 59 754 601 dólares em todo o mundo. Todavia, recebeu avaliações predominantemente desfavoráveis dos críticos de cinema na época de seu lançamento. A representação da violência gráfica foi o principal motivo dos comentários negativos, embora a cinematografia, a trilha sonora e as atuações tenham recebido alguns elogios. Nos anos seguintes, as críticas em retrospecto foram mais positivas, e o filme se tornou um clássico cult. Seu sucesso financeiro levou a uma continuação direta, Friday the 13th Part 2 (1981), seguida de uma longa série de outras sequências, um crossover com A Nightmare on Elm Street e um reboot da série, lançado em 2009.

## Enredo
Em 1958 um desconhecido mata dois monitores no acampamento de Crystal Lake. Vinte anos depois, em uma sexta-feira 13, Annie vai trabalhar no local, que está prestes a ser reaberto. O motorista Ennis aceita dar-lhe carona, mas um morador chamado "Crazy Ralph" a avisa que ela nunca voltará de lá. Ennis revela que um afogamento, contaminação da água e misteriosos assassinatos já ocorreram no acampamento. Os monitores Marcie, Jack e Bill chegam ao local e encontram o proprietário Steve Christy e sua namorada Alice. Annie pega outra carona, porém, o motorista a persegue e corta-lhe a garganta com uma faca de caça.
Os monitores nadam no lago e um estranho os observa. Ralph surge e alerta que todos estão condenados. O monitor Ned segue um estranho até uma cabana. Uma tempestade se aproxima, Jack e Marcie se abrigam no local e fazem sexo num beliche. Na cama de cima, o corpo de Ned jaz com a garganta cortada. Marcie vai ao banheiro, enquanto em outra cabana Alice, Bill e Brenda jogam Monopoly. O assassino mata Jack enfiando-lhe uma flecha no pescoço. Marcie ouve sussurros, vai investigar e o assassino acerta-lhe uma machadinha no crânio. O jipe de Steve quebra e o sargento Tierney lhe dá uma carona até o acampamento.
Brenda ouve alguém pedir ajuda e segue a voz na chuva. O assassino liga a eletricidade, revelando que a moça está na área onde se pratica tiro com arco. Após ouvirem um grito, Alice e Bill vão procurar Brenda e encontram uma machadinha ensanguentada sobre um travesseiro. Os outros monitores parecem estar desaparecidos e os telefones estão mudos. Eles tentam ir embora, mas o carro não funciona. Tierney recebe uma mensagem de emergência e deixa Steve perto da entrada do acampamento. O assassino se aproxima de Steve e este o reconhece. Após matar Steve, o assassino desliga a eletricidade do acampamento e Bill vai verificar o gerador.
Bill demora para voltar e Alice vai procurá-lo mas logo encontra o corpo dele pendurado numa porta, estrangulado e crivado de flechas. Desesperada, ela corre para a sala de música, onde é surpreendida com o corpo ensanguentado de Brenda. Alice vê o jipe de Steve, corre até o veículo e encontra a Sra. Voorhees, ex-cozinheira do acampamento. A mulher explica que o menino Jason, seu filho único, se afogou no lago por negligência dos monitores. Ela revela-se a assassina e sua motivação é o desejo de vingança pela morte do filho.
Voorhees puxa uma faca e ataca Alice, que consegue escapar e corre para a floresta. Inicia-se um confronto entre Alice e Voorhees, que comete os assassinatos sob a influência de alucinações auditivas da voz do filho. As duas continuam lutando até chegarem na doca, onde Alice consegue decapitar a psicopata com um facão. A jovem encontra uma canoa e desliza para o lago, sendo encontrada pela polícia na manhã seguinte. Jason emerge do lago e puxa Alice para dentro da água. No entanto, isso é revelado como um pesadelo do qual ela acorda no hospital. Tierney diz que nenhum menino foi encontrado no lago e Alice afirma que Jason ainda está lá.

## Elenco
Este é o elenco do filme, conforme descrição do Instituto Americano de Cinema:
| - Betsy Palmer como Sra. Voorhees - Adrienne King como Alice - Jeannine Taylor como Marcie - Robbi Morgan como Annie - Kevin Bacon como Jack - Harry Crosby como Bill - Laurie Bartram como Brenda | - Mark Nelson como Ned - Peter Brouwer como Steve Christy - Rex Everhart como Motorista do caminhão - Ronn Carroll como Sgt. Tierney - Ron Millkie como Official Dorf - Walt Gorney como Crazy Ralph - Willie Adams como Barry | - Debra S. Hayes como Claudette - Dorothy Kobs como Trudy - Sally Anne Golden como Sandy - Mark Rocco como Operador - Ken L. Parker como Médico - Ari Lehman como Jason Voorhees |

## Produção

### Desenvolvimento

Friday the 13th ainda não tinha um roteiro completo quando Sean S. Cunningham publicou este anúncio na revista Variety.

Friday the 13th foi produzido e dirigido por Sean S. Cunningham, que já havia colaborado com o cineasta Wes Craven no filme The Last House on the Left. Após trabalhar em produções voltadas para a família, Cunningham começou a idealizar seu próprio filme de terror independente, inspirado pelo sucesso de Halloween (1978), dirigido por John Carpenter. Cunningham queria um filme chocante, visualmente impressionante e que "[fizesse] você pular do seu assento". Por outro lado, ele pretendia se distanciar da atmosfera brutal de The Last House on the Left, no qual percebia "uma espécie de tom cínico". Ao comparar os dois filmes, comentou: "Friday the 13th, por outro lado, é um passeio de montanha-russa, uma espécie de parque de diversões. É a mesma coisa que quando você tem oito anos e se esconde nos arbustos quando sua irmã chega em casa. Você pula dos arbustos para assustá-la — e então você ri. Acho muito divertido assistir a uma exibição e ver o público pular".
O roteiro começou a ser esboçado no início de 1979 e foi provisoriamente intitulado A Long Night at Camp Blood, mas Cunningham acreditava no potencial do nome Friday the 13th e rapidamente tratou de colocar um anúncio na Variety usando esse título. Preocupado com possíveis ações judiciais, o cineasta também averiguou imediatamente se alguém já possuía os direitos autorais do título. Ele contratou uma agência de publicidade de Nova Iorque para desenvolver seu conceito do logotipo do filme, que consistia em grandes letras de forma que explodiam em um painel de vidro. O diretor concluiu que não havia "nenhum problema" com o título, porém, outro filme de terror com o mesmo nome foi lançado naquele ano. Sondra Gilman, produtora do longa homônimo, afirmou que a equipe decidiu mudar o título para Friday the 13th: The Orphan e, posteriormente, The Orphan, a fim de evitar qualquer confusão entre os dois filmes. Segundo ela, não houve nenhum contato ou acordo com Cunningham. Richard Illy, fotógrafo que criou o anúncio publicado na Variety, alegou que Cunningham estava ciente do projeto rival e decidiu colocar a propaganda na revista para reivindicar o título "antes que o outro projeto entrasse em produção ou fosse lançado".
O anúncio chamou a atenção de Philip Scuderi e seus sócios da Georgetown Productions, que expressaram interesse no projeto e se ofereceram para distribuí-lo. Cunningham calculou que precisaria de 500 000 dólares para fazer o filme, mas os investidores estavam dispostos a oferecer apenas 125 000. Scuderi propôs financiar todo o orçamento, desde que a empresa assumisse total controle sobre o filme, o que quase levou Cunningham a desistir completamente. Entretanto, ele acabou aceitando a proposta e a produção recebeu um orçamento estimado em 550 000 dólares. Ao trazer seu projeto para Los Angeles, Cunningham garantiu um contrato de produção em quatro dias e recebeu vários outros projetos da Paramount Pictures, mesmo sem ter frequentado escolas de cinema, possuir parentes na indústria do entretenimento ou ter concluído um estágio. Michael Eisner, presidente da Paramount à época, sugeriu que comprou o filme por 1,2 milhão de dólares por ter ficado impressionado com a criatividade das cenas de gore. O estúdio estava tão confiante no sucesso comercial do filme que planejava lançá-lo em mais de 700 cinemas em todo o território dos Estados Unidos.

### Roteiro
O roteiro é creditado a Victor Miller, colaborador frequente de Cunningham e que posteriormente passaria a escrever episódios de soap operas para a televisão, entre elas Guiding Light, One Life to Live e All My Children. Na época, ele estava morando em Stratford (Connecticut), próximo de Cunningham, e os dois tinham começado a colaborar em alguns projetos com potencial cinematográfico. Eles começaram a discutir uma história que Miller poderia adaptar e descobriram que havia vários aspectos do filme Halloween que podiam ser reproduzidos: a heroína forte, as vítimas adolescentes sexualmente promíscuas e um cenário amaldiçoado. Miller acreditava que o elemento-chave tinha que ser um ambiente isolado, onde os jovens estariam fora do alcance da ajuda de adultos e sugeriu um acampamento de verão. O roteiro passou por duas reescritas até que Cunningham ficasse satisfeito o suficiente para apresentá-lo aos investidores. Embora os executivos da Georgetown Productions tenham ficado impressionados com o conceito do filme, eles tinham ressalvas em relação ao texto de Miller e contrataram o escritor Ron Kurz para trabalhar como roteirista não creditado.
Miller ficou muito entusiasmado com a ideia de criar um assassino em série que acabava se revelando a mãe de alguém, uma assassina cuja única motivação era o amor maternal: "Tomei a ideia de maternidade e a distorci completamente e acho que ficou bem divertido. A Sra. Voorhees é a mãe que eu sempre quis — uma mãe capaz de matar por seus filhos". Cunningham comentou: "Minha personagem favorita é a Sra. Voorhees, ela foi a vilã coroada, ela é a conquista maravilhosa da minha vida". Miller queria que o filho da antagonista tivesse um nome que "soasse sinistro" e então decidiu chamá-lo Jason Voorhees. O nome "Jason" é uma combinação de "Josh" e "Ian", os dois filhos de Miller, e "Voorhees" foi inspirado por uma garota que o roteirista conheceu no colegial e cujo sobrenome era Voorhees.

Momento em que Jason ataca Alice no final do filme, uma cena que não estava prevista no roteiro original.

No roteiro de Miller, Jason era descrito como um menino mentalmente deficiente com aparência normal, basicamente apenas uma criança que se afogou acidentalmente em Crystal Lake. Entretanto, Kurz e o artista de maquiagem Tom Savini insistiram em transformar o personagem em uma criança deformada. A ideia de Jason aparecer no final do filme não estava prevista no roteiro original e a história de quem criou o momento em que ele irrompe do lago e agarra Alice na canoa, é contestada. Kurz reivindica o crédito por afirmar ter sido aquele que transformou Jason em uma "criatura", enquanto Savini afirmou: "Todo o motivo para o cliffhanger no final foi porque eu tinha acabado de ver Carrie, então achamos que também precisávamos de um 'susto que fizesse pular da cadeira', e eu disse, 'vamos trazer Jason'". Na versão final de Miller, o longa terminava com Alice apenas flutuando no lago. O roteirista demonstrou descontentamento com a decisão dos cineastas de tornar Jason Voorhees o assassino nas sequências, pois o concebeu apenas como um elemento motivador do enredo: "Jason estava morto desde o começo. Ele era uma vítima, não um vilão."
Embora o final tenha sido alterado para incluir a aparição de Jason, o roteiro já previa uma conclusão falsa e um susto final. No texto, o susto ocorreria durante uma batalha prolongada entre a protagonista e a vilã, em plena luz do dia. A Sra. Voorhees saltaria de uma árvore dentro da canoa, para atacar Alice. A embarcação viraria e, a partir desse ponto, a narrativa seguiria com um tom metafórico, visto que as personagens se enfrentariam em águas rasas, no mesmo lago onde o filho da antagonista havia desparecido. Durante a luta, o rosto da vilã passaria por uma horrível transformação e ela falaria com a voz de Jason. Após a decapitação, o corpo da Sra. Voorhees permaneceria de pé por um minuto e então cairia pesadamente na água, com o roteiro afirmando que a mãe finalmente se juntou ao filho no fundo do lago.

### Escolha do elenco
Uma firma em Nova Iorque, chefiada por Julie Hughes e Barry Moss, foi contratada para encontrar oito jovens atores para interpretar a equipe do acampamento. Cunningham admitiu que não procurava "grandes atores" e sim qualquer pessoa que fosse simpática e parecesse ser um monitor responsável de acampamento. Para Cunningham, bastava que os artistas tivessem uma boa aparência, lessem os diálogos minimamente bem e trabalhassem de forma barata. Moss e Hughes ficaram felizes em encontrar quatro atores, Kevin Bacon, Laurie Bartram, Peter Brouwer e Adrienne King, que já haviam aparecido em soap operas. Para o papel de Alice, foram realizados testes abertos de elenco, uma estratégia publicitária para atrair mais atenção para o filme. King conseguiu fazer um teste por ser amiga de alguém que trabalhava no escritório da firma e por Cunningham ter notado que ela personificava as qualidades de Alice. Depois que ela fez o teste, Moss lembra que Cunningham comentou que eles escolheram, de fato, a melhor atriz. Como Cunningham explicou, ele estava procurando por pessoas que pudessem se comportar naturalmente, e King foi capaz de mostrar isso a ele no teste.
Depois da escalação de King para o papel da heroína principal Alice, Laurie Bartram foi contratada para interpretar Brenda. Na época, Bartram era um dos poucos integrantes relativamente conhecidos do elenco mais jovem; ela já havia aparecido nas séries Another World e Emergency!, e no filme de terror The House of Seven Corpses (1974). Kevin Bacon, Mark Nelson e Jeannine Taylor, que já se conheciam antes do filme, foram escalados como Jack, Ned e Marcie, respectivamente. Bacon e Nelson concordam que, como os três já se conheciam, já possuíam a química específica que o diretor de elenco procurava para os papéis dos três monitores. Bacon afirmou que aceitou participar do filme por uma simples questão de escolha, pois "precisava realmente pagar o aluguel". Taylor afirmou que Hughes e Moss eram tão altamente conceituados naquela época que, quando eles lhe ofereceram um teste, ela sentiu que, qualquer que fosse o papel, seria "uma boa oportunidade".
Friday the 13th foi o primeiro longa-metragem de Nelson e, quando ele fez seu primeiro teste, a única coisa que lhe deram para ler foram algumas cenas de comédia. Nelson recebeu um telefonema para uma segunda audição, a qual exigia que ele usasse uma roupa de banho, o que o levou a começar a se perguntar se havia algo errado em relação ao filme. Ele não entendeu o que estava realmente acontecendo até conseguir o papel e ler o roteiro completo. O ator explicou: "Certamente não foi um papel dramático sério, e foi só depois que me ofereceram o papel que me deram o roteiro completo para ler e percebi quanto sangue havia nele". Nelson acredita que Ned usava o humor para esconder suas inseguranças, especialmente em relação a Brenda, por quem o ator acredita que Ned foi traído. Nelson relembra que um rascunho inicial do roteiro afirmava que Ned sofria de poliomielite e suas pernas seriam deformadas enquanto a parte superior do corpo era musculosa. Acredita-se que Ned tenha sido a primeira "vítima brincalhona" dos filmes de terror. De acordo com o escritor David Grove, não havia nenhum personagem equivalente em Halloween, de Carpenter, ou Black Christmas, de Bob Clark, antes disso. Ele serviu de modelo para os filmes slasher que se seguiram a Friday the 13th.

Betsy Palmer caracterizada como a psicopata Pamela Voorhees em imagem de divulgação. Palmer fundamentou sua interpretação em traumas familiares da personagem, principalmente a morte do filho. O diretor Sean S. Cunningham queria que a sra. Voorhees fosse assustadora sem soar "exagerada".

O papel de Bill foi dado a Harry Crosby, filho de Bing Crosby. Robbi Morgan, que interpretou Annie, não estava fazendo testes para o filme quando lhe foi oferecido repentinamente o papel. Enquanto estavam no escritório, Hughes apenas olhou para Morgan e proclamou "você é uma monitora do acampamento". No dia seguinte, Morgan estava no set de filmagem. Foi a namorada de Peter Brouwer que o ajudou a conseguir o papel de Steve Christy, o proprietário do acampamento. O artista havia sido recentemente excluído da soap opera Love of Life e retornara a Connecticut para procurar emprego. Ao saber que sua namorada estava trabalhando como assistente de direção em Friday the 13th, Brouwer perguntou se havia alguma vaga para ele no projeto. Inicialmente a equipe estava procurando um ator famoso para interpretar Steve, no entanto, Brouwer acabou sendo contratado quando, em certa ocasião, Cunningham apareceu para entregar uma mensagem para a namorada do ator e o viu trabalhando em um jardim.
Para o papel da assassina, a Sra. Voorhees, Cunningham buscava uma atriz com um nome reconhecível cuja carreira estivesse em declínio, uma artista que pudesse receber relativamente pouco, dentro das possibilidades do baixo orçamento disponível. Ele acreditava que uma atriz conhecida interpretando a vilã seria uma forma de atrair um público maior e poderia ajudar os espectadores a assimilarem o conceito do filme. Cunningham fez uma lista de atrizes que estava considerando e sua primeira escolha foi Shelley Winters, vencedora duas vezes do Oscar de Melhor Atriz Coadjuvante por seu trabalho em The Diary of Anne Frank (1959) e A Patch of Blue (1965) e conhecida tanto no teatro quanto no cinema. Entretanto, Winters não se interessou pela proposta. Estelle Parsons, também vencedora do prêmio da Academia por Bonnie and Clyde (1967), negociou para estar no filme, mas acabou desistindo. Seu agente alegou que o filme era muito violento e não sabia que tipo de atriz se arriscaria a interpretar tal papel. Cunningham persistiu e ainda tentou escalar Louise Lasser e Dorothy Malone, que também desistiram do projeto.
Diante de tantas recusas, Hughes e Moss enviaram uma cópia do roteiro para Betsy Palmer, que já havia atuado em filmes como Mister Roberts (1955) e The Tin Star (1957). Ela inicialmente não entendeu o motivo do convite, pois nunca havia trabalhado em produções de terror. Palmer só aceitou o papel porque precisava comprar um carro novo, mas acreditava que o filme "seria uma merda". Ela recebeu 1000 dólares diários por seus dez dias de filmagens. Cunningham queria tornar a Sra. Voorhees "aterrorizante" e, por isso, acreditava que era importante que Palmer não atuasse "de forma muito exagerada". Havia também o temor de que os créditos passados de atriz, como personagens mais saudáveis, tornassem difícil acreditar que ela pudesse ser assustadora. Palmer explicou como desenvolveu sua personagem:
Por ser uma atriz que usa o Sistema Stanislavski, sempre procuro encontrar detalhes sobre meu personagem. Com Pamela (...) comecei com um anel de formatura que ela usava, conforme lembro de ter lido no roteiro. A partir disso, eu me imaginei como Pamela voltando aos meus dias de colegial no início dos anos 1940. Então, é 1944, uma época muito conservadora, e Pamela tem um namorado fixo. Eles fazem sexo — o que é muito ruim, é claro — e Pamela logo engravida de Jason. O pai foi embora e quando Pamela conta aos pais dela, eles a abandonam porque ter (...) bebês fora do casamento não é algo que as boas moças fazem. Acho que ela criou Jason da melhor forma possível, mas ele acabou se tornando um garoto muito estranho. [Ela teve] muitos empregos temporários e um desses trabalhos foi como cozinheira num acampamento de verão. Então Jason se afoga e todo o mundo dela desmorona. O que os monitores estavam fazendo em vez de tomar conta de Jason? Eles estavam transando, [e ter relações sexuais] foi o que a levou a entrar em apuros. Desse ponto em diante, Pamela se tornou muito psicótica e puritana em suas atitudes, pois estava determinada a matar todos os monitores imorais do acampamento.
Cunningham havia trabalhado com Ari Lehman na comédia infantil Manny's Orphans (1979) e decidiu escalá-lo para o papel de Jason Voorhees. Na época com 14 anos, Lehman ficou muito entusiasmado quando recebeu do cineasta a inusitada proposta de "interpretar um monstro". Ele relatou que teve sorte de fazer aulas de natação no passado, pois Cunningham exigiu-lhe apenas que soubesse nadar. Lehman interagiu com a maior parte do elenco e se tornou amigo de King, sua "companheira de natação" na cena do lago. O ator relatou que Palmer, que ele só conheceu pessoalmente anos depois das filmagens, tornou-se sua confidente e conselheira e que, coincidentemente, a atriz e a mãe dele na vida real faziam aniversário no mesmo dia. Além do elenco principal, Walt Gorney apareceu como Crazy Ralph, o adivinho da cidade. Esse personagem foi criado para desempenhar duas funções na trama: prenunciar os eventos que estavam por vir e insinuar que ele próprio poderia ser o verdadeiro assassino. Cunningham afirmou que estava apreensivo quanto à inclusão do personagem, e não tem certeza se atingiu seu objetivo de criar um novo suspeito.

### Filmagens

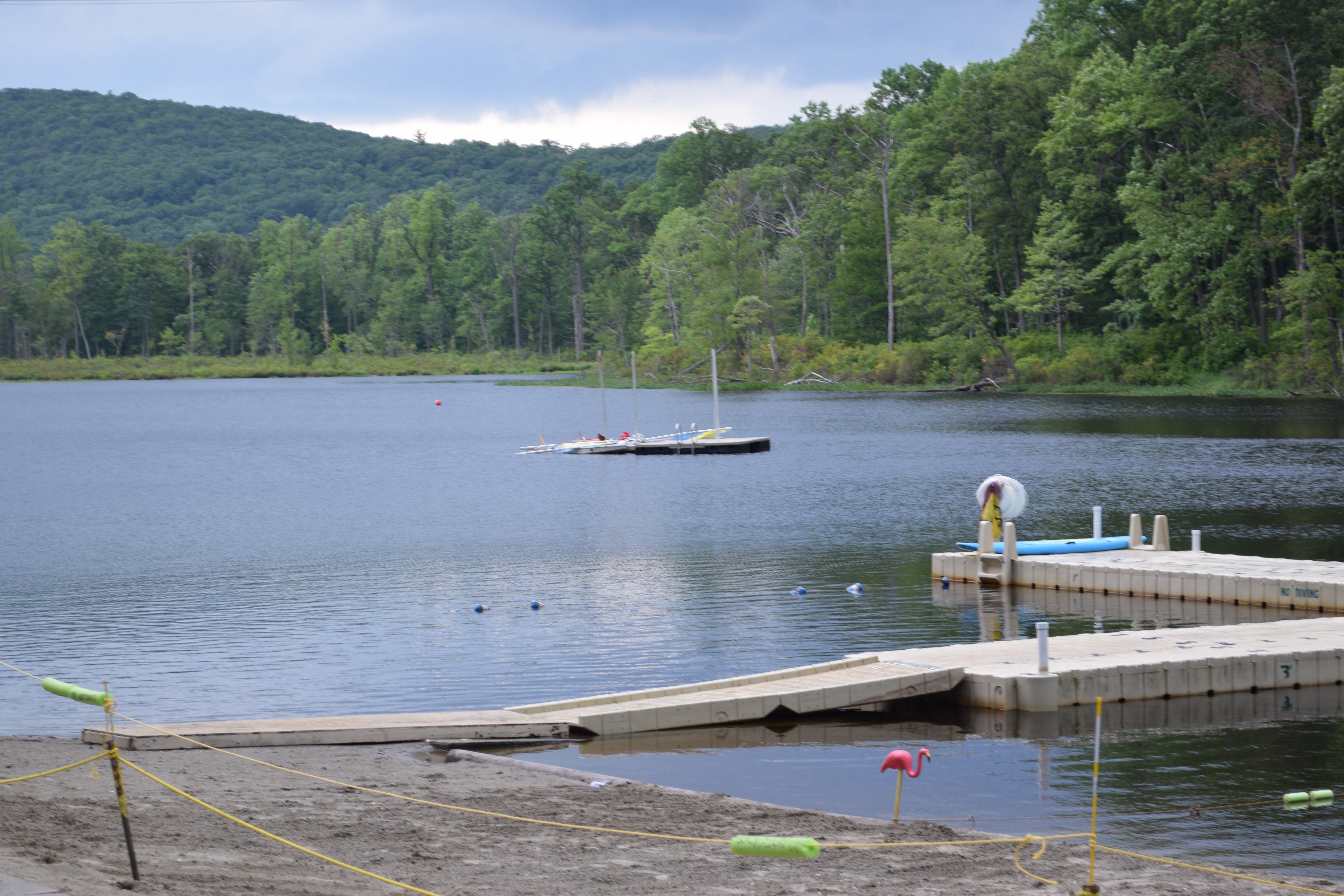
A principal locação de Friday the 13th foi Camp No-Be-Bo-Sco, um acampamento de verão localizado em Hardwick, oeste de Nova Jérsei. Momentos cruciais da trama, como o afogamento de Jason Voorhees, foram filmados na área de Sand Pond (na imagem), o lago do acampamento.

O longa-metragem começou a ser filmado em 10 de setembro de 1979 no Condado de Warren, oeste de Nova Jérsei, nos distritos de Hardwick, Blairstown e Hope, bem como nos arredores dessas regiões. As cenas do acampamento de Crystal Lake foram filmadas em Camp No-Be-Bo-Sco, um acampamento de escoteiros ativo localizado em Hardwick. A sequência do afogamento de Jason foi registrada na área do lago Sand Pond. Fundado em 1927, o local funciona até hoje como acampamento de verão. A cidade onde a personagem Annie (Morgan) chega no início do filme é Blairstown, perto da Interstate 80, em direção à fronteira com a Pensilvânia. Nessa cidade também se encontra a lanchonete Blairstown Dinner, que na trama é o cenário onde Steve Christy (Brouwer) passa a noite enquanto seu grupo de monitores é assassinado. O cemitério na frente do qual o caronista deixa Annie é o Moravian Cemetery, localizado na Delaware Road em Hope, cerca de 10 quilômetros ao sul de Blairstown.
Morgan apareceu no set por apenas dois dias para realizar todas as suas cenas. Rex Everhart, intérprete do motorista de caminhão que dá carona à personagem, não estava presente para filmar as cenas no veículo com a atriz, então ela teve que atuar com um motorista imaginário ou trocar diálogo com Taso Stavrakis (assistente de Savini), que substituía Everhart no assento do caminhão. Além disso, o momento exigia que Morgan olhasse diretamente para a câmera, mas esta não estava posicionada no assento, aumentando a dificuldade da filmagem. Stavrakis também substituiu Palmer na cena em que a personagem de Morgan é perseguida na floresta pela Sra. Voorhees, embora o público só visse um par de pernas correndo atrás de Morgan. Palmer tinha acabado de chegar à cidade quando aquelas cenas estavam prestes a ser filmadas, e não estava na forma física necessária para perseguir Morgan pela floresta. O treinamento de Morgan como acrobata a ajudou nestas cenas, pois sua personagem foi obrigada a saltar de um jipe em movimento quando descobriu que a Sra. Voorhees não pretendia levá-la ao acampamento.
A ideia de não revelar a identidade do assassino na maior parte do filme surgiu da necessidade, visto que as filmagens tiveram que começar sem a atriz principal no papel, enquanto os contratos ainda estavam sendo negociados. Assim, não apenas Stavrakis, mas também outros integrantes da equipe de produção interpretaram o assassino na maioria das primeiras cenas de assassinato, antes de Palmer entrar para o elenco. Cunningham fez o possível para limitar a visualização física da antagonista, para evitar que houvesse qualquer erro óbvio quando o assassino fosse revelado como uma mulher de meia-idade. No entanto, algumas cenas mostram mãos claramente masculinas, como no momento em que Annie tem a garganta cortada e as mãos de Stavrakis podem ser vistas segurando a faca. Palmer afirmou que teve que usar várias camadas de roupas, incluindo muitos moletons e o suéter azul, para ficar com uma aparência mais encorpada e intimidante. A figurinista Caron Coplan, por sua vez, disse que Palmer "era bastante alta e de aparência forte" e que a vestimenta foi necessária para manter a atriz aquecida durante o frio "quase congelante" das filmagens noturnas. Considerando que a maioria de suas cenas se passa ao ar livre, Palmer brincou que "teria morrido de pneumonia se não fosse pelo suéter largo que estava vestindo".
Durante a filmagem das sequências de luta entre as personagens de King e Palmer, esta sugeriu ensaiar a cena com base em seu treinamento teatral: "Eu disse a Adrienne naquela noite 'Por que não ensaiamos esta cena, tenho que te dar um tapa', pois quando você dá um tapa em alguém no palco, você [realmente faz isso]". Assim, enquanto ensaiavam, Palmer deu um tapa no rosto de King, que começou a chorar: "Ela caiu no chão, gritando: 'Sean! [Cunningham] Ela me bateu'. Eu disse, bem, que era claro que eu tinha batido nela, estávamos ensaiando a cena". O diretor teve que explicar a Palmer que nos filmes não se bate de verdade nas pessoas.
Lehman tinha sido contratado para filmar apenas a cena do afogamento, porém, após os cineastas decidirem modificar o final do filme, ele teve que retornar ao set para gravar o momento em que Jason sai da água para atacar a personagem de King. Savini elaborou uma nova máscara para o ator e pediu que ele não a mostrasse a ninguém até depois das filmagens. Então, quando Lehman emergiu da água na primeira tomada, King ficou tão assustada que gritou e pulou para fora do barco, caindo no lago. Após ela se secar e arrumar o cabelo com um secador, os dois puderam voltar a filmar e acertaram na segunda tomada. Segundo Lehman, dessa vez a atriz parecia "totalmente alheia ao fato de que uma criança perturbada coberta de escória de lagoa estava prestes a agarrá-la e arrastá-la para baixo. [King] sabia realmente atuar".
Durante as filmagens, o acampamento foi fechado e, por se tratar de um local situado nos bosques profundos de Nova Jérsei, o elenco e a equipe não viram muita interferência externa nem tinham muitas opções de entretetenimento. Coincidentemente, o músico Lou Reed, vocalista da banda The Velvet Underground, era dono de uma fazenda nas proximidades. Ao perceber as filmagens acontecendo, Reed foi até o acampamento interagir com os envolvidos na produção e até trouxe sua guitarra para improvisar algumas apresentações para eles. O engenheiro de som Richard Murphy lembrou: "Conseguimos assistir Lou Reed tocar de graça, bem na nossa frente, enquanto estávamos fazendo o filme. Ele veio até o set, juntou-se a nós e ele era um cara realmente ótimo". O elenco ainda lembra dessas apresentações como uma incrível experiência de vida.

### Fotografia
O diretor de fotografia Barry Abrams emprega uma cinematografia com recorrentes tomadas de ponto de vista da perspectiva do vilão. Essa escolha estilística revela a influência de Halloween, mostrando que Cunningham imitou as tomadas de ponto de vista com estabilizador de câmera características do filme de Carpenter. Isso se deu a tal ponto que, mesmo quando a cena não poderia ser logisticamente da perspectiva do assassino, o público ainda fica tenso por reflexo. Também como em Halloween, a escuridão é um elemento importante da fotografia, funcionando quase como uma força que ameaça "engolir" os monitores e suas cabanas bem iluminadas.
Sobre o trabalho de Abrams, Lehman comentou: "o uso de efeitos práticos de Savini e o trabalho de câmera muitas vezes esquecido de Abrams criaram um ambiente que atraiu o observador para uma sensação de segurança — e então quebra a expectativa. Juntos, eles transformaram um cenário geralmente bucólico — um acampamento de verão — em um lugar de puro terror, muito parecido com o que Jaws fez com praias ensolaradas no verão". Segundo Noel Murray, do A.V. Club, Friday the 13th foi um dos últimos filmes de terror ao estilo "grosseiro e de baixo orçamento", típico dos anos 1970 e cujo principal representante é The Texas Chain Saw Massacre (1974), nos quais "personagens de visual descontraído e filmagens em locações naturalistas são tão importantes para a criação de atmosfera quanto a trilha sonora ou os diálogos".

### Efeitos especiais
Cunningham contratou o artista de maquiagem Tom Savini para elaborar os efeitos especiais do filme, pois era admirador do trabalho dele em Dawn of the Dead (1978), dirigido por George A. Romero. As contribuições de Savini em Friday the 13th incluíram a elaboração dos efeitos da flecha perfurando o pescoço de Jack, do ferimento causado pela machadada no rosto de Marcie e da decapitação da Sra. Voorhees pelo facão. Alguns dos efeitos e próteses não eram fáceis de montar e parte do material de látex precisava ser cozido para se obter a textura ideal. Como o longa estava sendo filmado em um acampamento real, o maquiador aproveitou os fornos de pizza do local e os usou para cozer suas próteses.
Para a cena da morte do personagem de Kevin Bacon, agarrado pela cabeça e perfurado no pescoço por uma flecha enquanto está deitado na cama, foram construídas uma prótese de pescoço e outra de tórax. Bacon relatou que ficou um longo tempo agachado debaixo da cama, em uma posição desconfortável, com o pescoço inclinado para trás e o rosto colocado por cima das próteses, através de um orifício feito no colchão. A cena deveria ser registrada numa única tomada, pois havia apenas um pescoço e um peito falsos disponíveis. Savini e Stavrakis também se posicionaram debaixo da cama, o primeiro para enfiar a flecha no pescoço falso e o último para acionar uma bomba hidráulica que faria o sangue cenográfico subir pelo aparelho. Simultaneamente, o fotógrafo Richard Feury seguraria a cabeça de Bacon. Entretanto, a bomba quebrou no momento da filmagem e, para salvar a cena, Stavrakis começou a soprar o sangue com a boca. Segundo Bacon, isso resultou no sangue jorrando com "um tipo estranho de trajetória". Ele também afirmou que, naquelas circunstâncias, foi difícil transmitir apenas com expressões faciais a reação de alguém que é atingido por uma flecha.

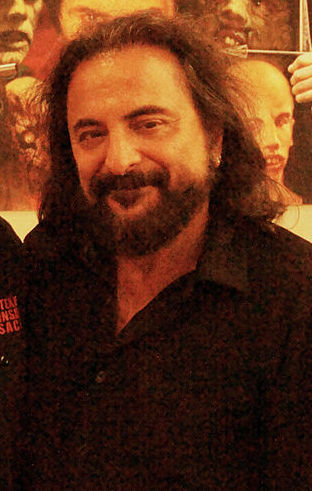
Savini em 2012. Ao fundo (à direita), foto da prótese com a qual ele criou o visual de Jason.

A prótese e a maquiagem utilizadas na cena da morte de Marcie (Jeannine Taylor) exigiram horas de preparação e muita paciência. Um modelo completo da cabeça da atriz foi criado para ser usado na sequência em que a personagem recebe no crânio um golpe fatal de machadinha. Embora a prótese tenha sido usada na filmagem, o momento no qual a lâmina acerta o rosto não foi incluído no filme. Todavia, a versão final do longa exibe integralmente a sequência em que Marcie cai no chão após morrer, com a ferramenta cravada na face. Taylor disse que colocar a machadinha cenográfica em seu rosto foi muito difícil, pois a cola usada no processo derretia constantemente. Para a sequência em que Annie tem a garganta cortada por uma faca, construiu-se com látex uma prótese do pescoço de Morgan. A primeira parte da cena foi filmada contra a árvore sem a prótese e, em seguida, o látex foi aplicado e a sequência com a faca e o sangue foi registrada em uma única tomada.
Para o registro da cena em que Bill (Harry Crosby) é morto ao ser atingido por várias flechas, uma das quais acerta o olho do personagem, Savini usou uma fórmula de sangue cenográfico que incluía um agente umectante chamado PhotoFlo, que supostamente fazia o sangue falso penetrar em roupas e parecer mais realista. Entretanto, essa substância não era segura para ser aplicada no rosto. Uma "flecha" de látex foi colocada no rosto de Crosby, juntamente com o sangue, para simular a flechada no olho. Durante a filmagem, o sangue entrou em contato com os olhos do ator, causando uma dor intensa quando a prótese foi removida. Savini lembrou: "Então nosso sangue inseguro acabou enchendo os olhos de Harry sob o equipamento usado para fazer a flecha parecer que estava no olho dele e queimou superficialmente o pobre Harry. Não é um momento do qual me orgulho". O ator teve de ser levado ao hospital para tratamento, mas conseguiu se recuperar.
O efeito usado no momento em que Alice decapita a Sra. Voorhees foi relativamente simples de ser elaborado. Um molde da cabeça de Palmer foi confeccionado com espuma de borracha e fixado com palitos de dentes a um manequim. Stavrakis, que desempenhou a função de dublê do assassino invisível na maior parte do filme, posou como a antagonista, segurando o molde da cabeça e posicionando-se de modo que seu próprio rosto não ficasse visível. Em seguida, Savini empunhou o facão e cortou, em um só golpe, o pescoço de borracha, quebrando os palitos e separando a cabeça do corpo. Savini comentou: "As mãos [de Palmer] realmente sobem no enquadramento da tela como se estivessem procurando a cabeça... e esse é simplesmente o nosso jeito de fazer as coisas falsas parecerem reais".
Savini considerava a prótese com a qual criou o visual de Jason um de seus melhores trabalhos. Consistia no rosto de uma criatura "mongoloide" criado com base em orientações do maquiador Dick Smith. O complexo processo de elaboração da peça envolveu a confecção de um "molde-mãe" da cabeça de Ari Lehman, cujo cabelo foi alisado e o rosto coberto de gesso. A partir dessa matriz, um molde positivo foi construído com argila para se obter os contornos desejados. Esse molde aperfeiçoado deu origem a um molde negativo. A argila foi removida do molde positivo e, em seguida, o negativo foi colocado sobre ele, com as lacunas entre os dois sendo preenchidas com espuma de látex, combinando exatamente com os contornos da argila removida. O molde negativo foi removido e o negativo sustentou a prótese, a qual recebeu um olho direito falso. A prótese foi recortada e o lábio inferior foi construído separadamente. Para evitar que o látex aderisse muito fortemente ao gesso e para mantê-lo seco, usou-se pó de talco. O ator visitou o estúdio de Savini para os ajustes finais; um pouco de maquiagem, olhos e dentes falsos completaram a máscara.

### Música
A música original do filme é assinada por Harry Manfredini, que elaborou um total de 16 peças instrumentais. Os cineastas também pretendiam inicialmente usar uma canção de Dolly Parton, mas isso se provou muito caro. Então, com colaboração de John R. Briggs, Manfredini compôs a música e a letra de uma canção country que foi intitulada "Sail Away Tiny Sparrow", interpretada por Angela Rotella e tocada ao fundo no momento em que Annie chega a um armazém e quando Steve Christy visita uma lanchonete; a melodia da música também é usada durante o encerramento do filme. A letra se refere a Alice acreditar que está navegando em direção à segurança quando, na verdade, ela está se colocando em um perigo maior.
Quando Manfredini começou a trabalhar na trilha sonora, decidiu que a música seria tocada apenas quando o assassino estivesse realmente presente para não "manipular o público". Manfredini justificou a falta de música em certas cenas: "Há uma cena em que uma das meninas (...) está caminhando pela área do arco e flecha (...). Um dos caras atira uma flecha no alvo e por pouco não a acerta. É muito assustador, mas se você prestar atenção, não há música. Isso foi uma escolha". O compositor também decidiu que quando algo impactante estivesse prestes a acontecer, a música seria cortada para que o público relaxasse um pouco, tornando o susto muito mais eficaz.
Como a assassina, a Sra. Voorhees, só aparece na tela durante as cenas finais, Manfredini teve de criar uma partitura que representasse a antagonista em sua ausência. Ele se inspirou em Jaws (1975), no qual o tubarão também não é visto na maior parte do filme, mas o tema criado por John Williams alerta o público sobre a ameaça invisível do animal. Cunningham queria a participação de um coral, mas o orçamento não era suficiente para isso. Ao ouvir uma peça musical de Krzysztof Penderecki, cujo refrão continha "pronúncias impressionantes", Manfredini se inspirou a recriar algo similar. Ele criou o som "ki ki ki, ma ma ma" a partir do último rolo do filme, quando a vilã surge e recita "Kill her, mommy!" ("Mate-a, mamãe!") O "ki" vem de "kill" e o "ma" de "mommy". Para conseguir o som único que ele desejava, Manfredini pronunciou as duas palavras "asperamente, distintamente e ritmicamente em um microfone" e as colocou em uma máquina de reverberação de eco. O compositor terminou a trilha sonora original depois de algumas semanas e gravou a partitura no porão de um amigo. Miller e o editor assistente Jay Keuper comentaram como a música é memorável, com Keuper descrevendo-a como "iconográfica". Manfredini disse: "Todo mundo pensa que é cha, cha, cha. Eu respondo, 'Cha, cha, cha? Do que você está falando?'"
Em 1982, a Gramavision Records lançou um LP de peças selecionadas das trilhas instrumentais de Harry Manfredini compostas para os três primeiros filmes da franquia. Em 13 de janeiro de 2012, a La-La Land Records lançou uma coleção em box de seis CDs em edição limitada a 1300 unidades, contendo versões remasterizadas das partituras de Manfredini usadas nos seis primeiros filmes da série Friday the 13th. Muitas dessas peças nunca haviam sido disponibilizadas em nenhum formato oficial. A coleção incluía também um livreto de 40 páginas com notas exclusivas sobre a produção musical da obra. O produto esgotou em menos de 24 horas.

## Lançamento e recepção
Uma acirrada disputa pelos direitos de distribuição de Friday the 13th ocorreu em 1980 entre Paramont Pictures, Warner Bros. e United Artists. Frank Macuso, executivo da Paramount, lembrou: "No minuto em que vimos Friday the 13th sabíamos que tínhamos um sucesso". A Paramount acabou comprando os direitos de distribuição doméstica por 1,5 milhão de dólares. Com base no êxito de filmes de terror então lançados recentemente (como Halloween) e no baixo orçamento da produção, o estúdio considerou um lançamento de "baixo risco" em termos de lucratividade. Foi o primeiro filme slasher independente a ser adquirido por um grande estúdio cinematográfico. A Paramount gastou aproximadamente 500 000 dólares em publicidade para o filme e mais 500 000 quando ele começou a ter um bom desempenho de bilheteria.

### Divulgação
Um pôster de folha inteira, apresentando um grupo de adolescentes justaposto à silhueta de uma figura empunhando uma faca foi desenhado pelo artista Alex Ebel para promover o lançamento do longa-metragem nos Estados Unidos. O acadêmico Richard Nowell observou que o cartaz e a campanha de divulgação apresentaram Friday the 13th como um filme de terror "alegre" e "voltado para a juventude", em uma tentativa de atrair o interesse da principal parcela do público que frequenta cinemas nos Estados Unidos: jovens adultos e adolescentes. A Warner Bros. garantiu os direitos de distribuição do filme nos mercados internacionais.

### Bilheteria
O longa-metragem estreou nos cinemas dos Estados Unidos em 9 de maio de 1980, expandindo seu lançamento para 1 127 cinemas. Arrecadou 5 816 321 dólares em seu primeiro fim de semana, arrecadando 39 754 601 dólares no país, com um total de 14 778 700 ingressos vendidos. Foi o 18º filme de maior bilheteria daquele ano, enfrentando uma forte concorrência de filmes de terror de alto orçamento, como The Shining, Dressed to Kill, The Fog e Prom Night. Obteve um faturamento mundial de 59 754 601 dólares. Dos dezessete filmes distribuídos pela Paramount em 1980, apenas um, Airplane!, teve um retorno mais lucrativo do que Friday the 13th.
Friday the 13th foi lançado internacionalmente, o que era incomum para um filme independente com, na época, nenhum ator bem conhecido ou rentável, além da famosa atriz de televisão e cinema Betsy Palmer. O longa arrecadou, aproximadamente, 20 milhões de dólares de bilheteria internacional. Sem considerar as vendas internacionais, Friday the 13th é o terceiro filme de maior bilheteria da franquia, ficando atrás apenas da refilmagem homônima de 2009 e de Freddy vs. Jason (2003). Para contextualizar com a bilheteria de filmes em 2014, o custo de produzir e promover Friday the 13th - o que inclui o orçamento de 550 000 dólares e o investimento de 1 milhão em publicidade - é de aproximadamente 4,5 milhões de dólares. Em relação às bilheterias nos EUA, o filme teria arrecadado 177,72 milhões de dólares ajustados de 2017.

### Crítica

#### Resenhas contemporâneas ao filme
Escrevendo para o Los Angeles Times, Linda Gross referiu-se ao filme como um "terror bobo, chato e voltado para a juventude", embora tenha elogiado a "trilha sonora nervosa" de Manfredini, a cinematografia e as atuações, que ela descreveu como "naturais e atraentes", particularmente as de Taylor, Bacon, Nelson e Bartram. A Variety, no entanto, considerou o filme "de baixo orçamento no pior sentido — sem talento aparente ou inteligência para compensar suas inadequações técnicas — Friday the 13th não tem nada a explorar além de seu título". Bill von Maurer, do The Miami News, elogiou a direção de Cunningham como "discreta", mas observou: "Depois de criar um suspense incrível e revirar os estômagos do público, ele não sabe para onde ir a partir daí. O filme começa a decair no meio e as expectativas que ele construiu começam a azedar um pouco". Lou Cedrone, do The Baltimore Evening Sun, afirmou que o filme é "vergonhosamente ruim, mas Cunningham sabe disso. Isso é triste".
Muitos críticos compararam o longa desfavoravelmente a Halloween de Carpenter, entre eles Marylynn Uricchio, do Pittsburgh Post-Gazette, que acrescentou: "Friday the 13th é mínimo em enredo, suspense e caracterização. Não é muito original ou muito assustador, mas é muito 'baixo orçamento'". Em resenha no The Akron Beacon Journal, Dick Shippy sugeriu de forma semelhante que Halloween "parece Hitchcock quando comparado ao desagradável conto de carnificina de Cunningham". No The Burlington Free Press, Mike Hughes escreveu que o filme "copia tudo, menos a qualidade" de Halloween, concluindo: "O ponto mais baixo do filme chega perto do fim, quando explora a dor genuína e a loucura do vilão. A essa altura, as coisas simplesmente não são mais divertidas". Ron Cowan, do Statesman Journal, descreveu a obra como um "filme apelativo qualquer sobre 'adolescentes em perigo'", acrescentando que "Cunningham trai uma abordagem bastante elaborada para o suspense na maior parte do filme, às vezes permitindo que sua câmara aja como o assassino, às vezes como a vítima. E as vítimas, é claro, se colocam deliberadamente em perigo".
Um número significativo de resenhas criticou a representação da violência no longa. O The Hollywood Reporter depreciou o filme, escrevendo: "Violência horrível, em que gargantas são cortadas e cabeças são abertas em detalhes realistas, é todo o conteúdo de Friday the 13th, um filme doentio e repulsivo de baixo orçamento que está sendo lançado pela Paramount. É uma apelação flagrante do mais baixo nível". Michael Blowen, em publicação no The Boston Globe, também se referiu ao filme como "nauseante", alertando o público: "A menos que sua ideia de diversão seja ver uma mulher ter a cabeça rachada por um machado ou um homem preso por flechas a uma porta, você deve ficar longe de Friday the 13th. Dá azar". Joseph McLellan, do The Washington Post, afirmou: "Quando os nomes dos atores aparecem na tela, não é tanto uma lista de elenco, mas uma contagem de corpos. (...) Considerando a qualidade da atuação, a maiora deles não merece nada melhor".
O mais contundente detrator do filme foi Gene Siskel, que em sua crítica chamou Cunningham de "uma das criaturas mais desprezíveis que já infestou a indústria do cinema". Ele também publicou o endereço de Charles Bluhdorn, presidente do conselho da Gulf+Western, proprietária da Paramount, e o da cidade natal de Betsy Palmer, encorajando outros detratores a escreverem para eles e expressar desprezo pela produção. Na tentativa de convencer o público a não ver o filme, ele até revelou o final. Siskel e Roger Ebert passaram um episódio inteiro de seu programa televisivo criticando o longa (e outros filmes slasher da época) porque concluíram que estes fariam o público torcer pelo assassino. Leonard Maltin inicialmente classificou o filme com uma estrela, mas depois mudou de ideia e atribuiu-lhe uma estrela e meia "simplesmente porque é um pouco melhor do que a Parte 2", descrevendo-o como "thriller sangrento de papelão... Que os espectadores mais jovens tenham-no tornado um rolo compressor de bilheteria é mais uma pista de por que as pontuações do SAT continuam caindo. Ainda assim, qualquer filme que gera tantas sequências deve ter acertado em alguma coisa".

#### Visão em retrospecto
Ao longo dos anos posteriores a seu lançamento, o filme começou a ser avaliado de forma mais positiva, recebendo elogios principalmente em relação à sua partitura instrumental, efeitos de maquiagem, cinematografia, elenco promissor e pela atuação de Palmer, enquanto atraiu críticas por seu roteiro e falta de desenvolvimento dos personagens. No agregador de críticas cinematográficas e televisivas Rotten Tomatoes, o longa é aprovado por 64% dos críticos especializados com base em 56 avaliações, o que equivale a uma classificação média de 5,92/10. O consenso crítico do site diz: "Bastante pitoresco para os padrões de hoje, Friday the 13th ainda tem sua parcela de surpresas sangrentas e uma estética remanescente dos anos 1970 que o tornam ligeiramente convincente". No Metacritic, outro agregador de mesmo gênero, tem uma pontuação média ponderada de 22 em 100, com base em 11 críticas, o que indica "críticas geralmente desfavoráveis".
Em publicação de 1985 no Chicago Reader, Dave Kehr comentou: "Apesar de toda a falta de qualidade, o filme consegue, por muito pouco, atingir seus objetivos ignóbeis — ele cumpre o que promete". Escrevendo para a Empire em 2000, Kim Newman concedeu-lhe duas de cinco estrelas, descrevendo-o como "uma imitação pálida de Halloween, com uma contagem de choques medíocre e um final mal executado... Enquanto os corpos se amontoam entre o grupo impertinente de adolescentes excitados, resta um buraco vazio onde alguém assustador deveria estar. De forma estranha, este é o único entre os filmes slasher como ele em que o assassino é quase inatingível".
Em 2009, James Kendrick atribuiu ao filme uma pontuação de 3/4, considerando-o "uma história de bicho-papão contada em volta da fogueira, projetada para fazer um pouco mais do que criar tensão e entregar alguns choques bem cronometrados, o que faz com precisão e até um pouco de arte"; enquanto Kevin Carr disse que "o que faz o filme funcionar é que o gênero slasher ainda não havia sido definido, e algumas escolhas que o diretor Sean S. Cunningham faz no filme operam contra este". Jeremiah Kipp, da Slant Magazine, observou que há no longa "uma espécie de minimalismo em ação, evitando qualquer coisa especial em termos de humor, ritmo, personagem, enredo e tensão". Comentando mais sobre a revelação da identidade do assassino, Kipp observou:
O assassino acabou sendo uma mulher de meia-idade chamada Sra. Voorhees (Betsy Palmer) com um corte curto de cabelo e um suéter volumoso gigantesco, cujas linhas de diálogo são como unhas em um quadro-negro ("Eles estavam fazendo amor enquanto aquele menino se afogava! Seu nome era Jason!") e uma predileção por falar consigo mesma com a voz cortante de seu filho morto (Mate-a, mamãe! Mate-a!"). É apenas nesta última aparição de 20 minutos dessa harpia que rouba a cena (sem mencionar a participação especial de seu filho zumbi em decomposição) que Friday the 13th se torna memorável como produção camp sofisticada.
Bill Gibron, do PopMatters, escreveu em 2012 sobre o longa-metragem: "Este filme parece ser pelo menos duas vezes mais longo do que seus 90 minutos de duração e nem sempre de uma maneira boa. Há muitas pausas inúteis entre um derramamento de sangue e outro. Do lado positivo, o trabalho de maquiagem de Tom Savini é impecável e a transformação de Betsy Palmer na grande e má Pamela V. merece entrar para a história como uma das "mães" mais cruéis de todo o gênero terror. Para quem acha que é um clássico, pense de novo. De um tipo? Com certeza. De filme macabro impecável? De jeito nenhum".
Scott Meslow, da The Week, resenhou o filme em 2015, avaliando sua recepção crítica original em um contexto contemporâneo: "Antes de se tornar uma franquia absurdamente prolífica, Friday the 13th foi uma tentativa cínica e única de ganhar dinheiro rapidamente com um filme slasher desprezível que acabou gerando acidentalmente um fenômeno multimilionário e que se estendeu por décadas... O que é mais impressionante a respeito de Friday the 13th é a pouca consideração que todos, exceto seus fãs, parecem ter por ele". Em 2016, Brian Steele, do canal a cabo IFC, classificou o filme como o segundo melhor da série, depois de Friday the 13th Part 2 (1981).

## Temas e análises

### Sexualidade adolescente
O estudioso de cinema Tony Williams considera Friday the 13th "sintomático de sua época", particularmente dos Estados Unidos da era Reagan, e parte de uma trajetória de filmes como The Texas Chain Saw Massacre (1974) e Race with the Devil (1975), que "exemplificam uma visão apocalíptica particular passando da revelação de contradições familiares para o niilismo auto-indulgente". Estudiosos como Philip Dimare observaram que o uso recorrente de tomadas com a perspectiva do assassino é "inerentemente voyeurístico". Dimare vê o filme como um "conto de advertência que consegue alertar contra a impropriedade sexual, mesmo que fetichize a transgressão violenta".
No livro Teen Movies: American Youth on Screen (2012), o crítico Timothy Shary observa que, enquanto Halloween introduziu uma "curiosidade sexual mais sutil dentro de sua mórbida lição de moral", filmes como Friday the 13th, "aproveitaram-se do aspecto reacionário da sexualidade adolescente, massacrando indistintamente aqueles jovens que se permitiram cruzar o limite da consciência sexual". Sobre a violência e sexualidade do filme, o autor David J. Hogan observa que "durante o filme, rapazes são horrivelmente despachados, mas não com o mesmo acúmulo e atenção aos detalhes que Cunningham e o maquiador Tom Savini reservaram para as jovens e atraentes moças".

### Gênero do vilão
O filme estimulou discussão crítica em relação ao fato de sua vilã ser mulher, um ponto da trama examinado extensamente pela estudiosa de cinema Carol J. Clover no livro Men, Women, and Chainsaws. Clover considera a revelação de Pamela Voorhees como a assassina "o caso mais dramático de puxamento de tapete do gênero" na história do cinema de terror. Comentando sobre as tomadas em primeira pessoa do ponto de vista do assassino, a autora escreve: "'Nós' [o público] perseguimos e matamos vários adolescentes no decorrer de uma hora de filme sem nem mesmo saber quem 'nós' somos; somos convidados, pela expectativa convencional e por vislumbres de 'nossas' próprias partes do corpo — um pé com botas pesadas, uma mão grosseiramente enluvada — a supor que 'nós' somos homem, mas 'nós' somos revelados, no final do filme, como mulher".
Sobre a identidade do assassino, Dimare observou:
Como Cunningham evita revelar qualquer coisa sobre o assassino psicótico além do fato de que a figura está vestida com luvas e botas masculinas, o público assume que o matador é um homem... Cunningham sustenta a misteriosa indeterminação de idade, condição social e gênero do assassino em seu filme. O uso desse processo cinematográfico de abstração permite que o filme se detenha sobre a natureza ambígua do mal até chegar ao último e climático ato.

## Legado e reconhecimento

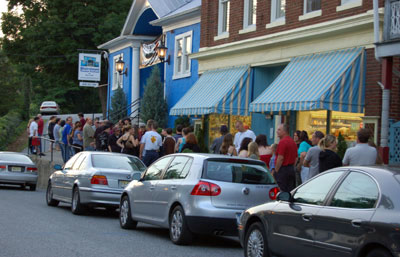
Multidão assiste a uma exibição revivalista do filme em Blairstown, Nova Jérsei, uma das localidades onde o longa-metragem foi filmado.

Estudiosos contemporâneos da crítica de cinema, como Tony Williams, acreditam que Friday the 13th iniciou o subgênero cinematográfico de "perseguição persistente" ou filme slasher. O crítico cultural Graham Thompson também considera o filme como um modelo, junto com Halloween (1978), que "instigou uma corrida" de filmes do gênero, nos quais jovens fora de supervisão são sistematicamente perseguidos e assassinados por um vilão mascarado. Ari Lehman, o intérprete de Jason, comentou: "Você já se perguntou por que F13 é tão popular? Na década de 1970, tínhamos alguns veículos soberbos, underground, filosóficos e geralmente protagonizados por mulheres, como The Exorcist, Rosemary's Baby e Carrie. Mas foi quando Jaws explodiu da água que o público se lembrou do quanto adora um bom filme de monstro. F13 é semelhante a Jaws em muitos aspectos. (...) Jason movendo-se das águas geladas de Crystal Lake no final nos lembra daquele tubarão novamente — Jason é Jaws na floresta!"
Quanto à recepção dos críticos especializados, o autor Matt Hills escreveu: "Friday the 13th não foi apenas posicionado pela crítica como intelectualmente deficiente, também foi destratado e desvalorizado de acordo com as normas estéticas convencionais da academia e da cultura cinematográfica oficial, acusado de falta de originalidade e engenhosidade, não possuir um auteur nomeado ou reconhecido e ser grosseiramente sensacionalista ao focar nos efeitos especiais sangretos de Tom Savini". Consequentemente, o filme recebeu duas indicações ao Framboesa de Ouro na primeira edição do prêmio satírico, concorrendo nas categorias de pior filme e pior atriz coadjuvante para Betsy Palmer, não vencendo em nenhuma das duas.
Apesar disso, as avaliações da crítica começaram a variar ao longo dos anos desde o seu lançamento e o filme tornou-se posteriormente uma produção cult. O longa-metragem foi indicado em 2001 para a lista comemorativa 100 Anos... 100 Sustos, uma compilação dos melhores filmes de terror e suspense produzidos nos Estados Unidos segundo o Instituto Americano de Cinema. Em 2017, a Complex o classificou em nono lugar em uma lista dos melhores filmes de terror de todos os tempos.
Em 13 de julho de 2007, Friday the 13th foi exibido pela primeira vez na Blairstown's Main Street (Nova Jérsei), no mesmo cinema que aparece no próprio filme logo após os créditos de abertura. Grandes multidões forçaram o Blairstown Theatre Festival, a organização patrocinadora, a realizar uma exibição extra. O evento foi coberto pela emissora WPIX, de Nova Iorque. Uma exibição comemorativa do aniversário de 35 anos do longa-metragem foi realizada no Griffith Park Zoo (Los Angeles) como parte do evento Great Horror Campout, em 13 de março de 2015. Em abril de 2018, o acampamento No-Be-Bo-Sco realizou o evento "Crystal Lake Tours", dedicado à produção do longa, que levou os participantes a nove dos locais de filmagem na propriedade. Adrienne King esteve presente na ocasião e recontou aos fãs o making-of do filme.

## Controvérsia
Segundo King, Taylor e outros envolvidos na produção, uma serpente real foi morta diante das câmeras durante as filmagens da sequência em que o personagem de Crosby mata com golpes de facão uma cobra que aparece em uma das cabanas do acampamento. Essa cena, realizada de maneira completamente improvisada e sem uso de efeitos especiais, não estava prevista no roteiro e surgiu espontaneamente por ideia de Savini depois que ele encontrou uma cobra em sua cabana. O réptil usado na cena, uma cobra-touro inofensiva, estava acompanhado por um tratador que não foi avisado sobre o destino pretendido à cobra, tampouco consentiu isso previamente; ele teria ficado tão chateado e inconsolável com a morte de seu animal de estimação que teve de ser contido pelos integrantes da equipe de filmagem.
No documentário Crystal Lake Memories (2013), Taylor confirmou a morte e expressou arrependimento pela uso de um animal vivo, embora ela não tenha desferido o golpe fatal. King relatou que Cunningham teve que matar o réptil, pois Crosby se recusou a concluir a cena. O fato gerou discussão, principalmente na internet, e adicionou o longa-metragem a um grupo de filmes contemporâneos marcados pela polêmica em torno da exibição de crueldade com animais em tela, tais como Cannibal Holocaust, lançado no mesmo ano que Friday the 13th. Organizações como PETA e American Humane Association não estavam prontamente disponíveis para supervisionar a presença de animais nos locais de filmagem na década de 1980, embora já houvesse preocupação quanto a isso desde os anos 1940.

## Mídia relacionada

### Sequências e franquia
Até 2020, Friday the 13th havia gerado dez sequências, incluindo um crossover com o vilão Freddy Krueger, de A Nightmare on Elm Street. Friday the 13th Part 2 (1981) apresentou Jason Voorhees como o principal antagonista, o que continuaria pelas demais sequências (com exceção do quinto filme) e obras relacionadas. A maioria das continuações contou com orçamentos maiores do que o original. Para efeito de comparação, Friday the 13th teve um orçamento de 550 000 dólares, enquanto o segundo filme recebeu um orçamento de 1,25 milhão. Na época de seu lançamento, Freddy vs. Jason tinha o maior orçamento, de 30 milhões de dólares. Todas as sequências repetiram a premissa do original, então os cineastas fizeram ajustes para fornecer frescor. As mudanças envolveram adições ao título — em vez de anexar um número ao final — como "The Final Chapter" e "Jason Takes Manhattan", ou rodar o filme em 3D, como fez Steve Miner em Friday the 13th Part III (1982). Neste último, houve uma adição importante que afetaria toda a série: a máscara de hóquei de Jason; essa máscara tornar-se-ia uma das imagens mais reconhecidas da cultura popular.
Um reboot de Friday the 13th chegou aos cinemas em fevereiro de 2009, com os roteiristas de Freddy vs. Jason Damian Shannon e Mark Swift contratados para escrever o novo filme. Centrado em Jason Voorhees junto com sua característica máscara de hóquei, o filme foi produzido por Michael Bay, Andrew Form e Brad Fuller, através da produtora de Bay, Platinum Dunes, para a New Line Cinema. Em novembro de 2007, Marcus Nispel, diretor da refilmagem de 2003 de The Texas Chainsaw Massacre, foi contratado para dirigir. O longa-metragem foi lançado nos Estados Unidos em 13 de fevereiro de 2009.

### Mídia doméstica
Friday the 13th foi lançado pela primeira vez em DVD nos Estados Unidos pela Paramount Home Entertainment em 19 de outubro de 1999; o disco vendeu 32 497 unidades. Em 3 de fevereiro de 2009, a Paramount lançou novamente o filme em DVD e Blu-ray em uma versão sem censura nem indicação etária, também disponibilizada pela primeira vez no país (edições anteriores em VHS, Laserdisc e DVD incluíam a versão exibida nos cinemas, a qual sofrera diversos cortes por exigência da Motion Picture Association of America). A versão sem cortes do longa contém aproximadamente 11 segundos de imagens inéditas.
Em 2011, a versão não censurada foi disponibilizada em uma coleção de DVD contendo quatro discos com os três primeiros longas-metragens da franquia. Foi novamente incluída em duas coletâneas em Blu-ray: Friday the 13th: The Complete Collection, lançado em 2013, e Friday the 13th: The Ultimate Collection, em 2018. O Blu-ray da Paramount foi relançado em embalagem especial metálica (Steelbook), como uma edição limitada em comemoração ao 40º aniversário da obra em 2020. Também para comemorar os 40 anos de Friday the 13th, a Scream Factory lançou um box set com todos os filmes da série. O longa original e as três primeiras sequências passaram por um processo inédito de digitalização em 4K; a edição incluiu um vasto material bônus, tais como entrevistas, comentários em áudio e cenas cortadas.
No Brasil, a Warner Home Video lançou três edições do filme, a primeira em VHS legendado. Em meados de 2000, a empresa o disponibilizou em DVD numa edição simples (legendada e sem extras) e, em 2009, numa edição especial (dois discos) dublada em português e com extras; posteriormente, houve o lançamento em Blu-ray dublado. Em 2012, o longa foi lançado em DVD (simples) pela Vintage Distribuidora, como parte de uma coleção em box contendo os nove primeiros filmes da franquia com as dublagens originais da década de 1980. Em Portugal, o filme foi lançado em um DVD de edição especial pela NOS Lusomundo, em versão legendada.

### Televisão
Em 2014, a The CW começou o projeto de uma série televisiva inspirada em Friday the 13th, intitulada Crystal Lake Chronicles, que mostraria Jason em diversos períodos históricos. No entanto, o projeto foi cancelado em meados de 2016. Nos Estados Unidos, os direitos de exibição de Friday the 13th na televisão pertencem ao canal por assinatura AMC; em outubro de 2019 e 2020, por exemplo, a rede exibiu o filme original, bem como suas sequências (com exceção de Jason X) e a refilmagem de 2009, como parte de seu AMC FearFest, uma programação especial do Dia das Bruxas dedicada a filmes de terror.
No Brasil, Friday the 13th foi o terceiro filme da série a ser exibido na TV aberta e uma de suas primeiras transmissões foi realizada pela Rede Globo, na sessão de filmes Tela Quente, em 12 de junho de 1989. A emissora foi, inclusive, responsável pela dublagem brasileira do filme, a qual foi feita pelo estúdio Herbert Richers, no Rio de Janeiro, e liberada para algumas edições em DVD. A Rede Bandeirantes também detém os direitos de exibição dos filmes da franquia e os transmitiu com a dublagem original da Rede Globo do final da década de 1990 até 2005. Posteriormente, os filmes foram arquivados em ambas as emissoras.

### Adaptações literárias
Em 1987, sete anos após o lançamento do filme, Simon Hawke produziu uma romantização de Friday the 13th. Um dos acréscimos que o livro proporcionou à história é o momento em que a Sra. Voorhees implorou à família Christy que a aceitasse de volta no acampamento após a perda do filho dela; eles concordaram. O romance também fornece uma maior compreensão das ações da Sra. Voorhees. Hawke concluiu que a personagem tentou seguir em frente após a morte de Jason, mas foi vencida por sua psicose. Quando Steve Christy planejou a reabertura do acampamento, ela viu nisso um risco de que o que aconteceu com seu filho pudesse acontecer novamente. Ela assassinou os monitores porque enxergava todos eles como responsáveis pela morte de Jason.
Uma pré-sequência em quadrinhos intitulada Friday the 13th: Pamela's Tale, escrita por Marc Andreyko, foi publicada em 2007 pela WildStorm, em duas edições. No enredo, enquanto dá carona para Annie, a Sra. Voorhees descreve momentos trágicos do passado, como episódios de violência doméstica que sofreu do marido abusivo Elias, o nascimento de Jason, os eventos que a trouxeram para o acampamento e o vínculo que ela criou com o filho quando ele ainda estava em seu útero. A infância problemática de Jason também é abordada. O livro On Location em Blairstown: The Making of Friday the 13th, escrito por Dave Grove e com prefácio de Savini, foi lançado em 2013 detalhando o planejamento, a história, a produção em Blairstown e o impacto posterior causado pelo filme. Embora já tivesse escrito em 2004 um livro sobre a série inteira, Grove dedicou-se a escrever uma obra centrada unicamente no filme original após ler livros sobre o making of de Psycho e Last House on the Left.

### Jogo eletrônico
Um jogo eletrônico para telefones celulares baseado no enredo de Friday the 13th foi disponibilizado em 2007 pela desenvolvedora Xendex, sob licença da New Line Cinema. No game, o jogador assume o papel de um dos monitores do acampamento de Crystal Lake. Enquanto a equipe prepara o local para seu primeiro fim de semana, um "perseguidor desconhecido" começa a matar cada um deles. Essa misteriosa série de assassinatos está de alguma forma ligada à morte de um jovem chamado Jason, ocorrida anos antes. O jogador deve descobrir a verdade e escapar do acampamento com vida.